# گردنه توروگارت
گردنه توروگارت (به لاتین: Torugart Pass) یک گردنه در چین است که در مرز این کشور با قرقیزستان واقع شده‌است. گردنه توروگارت ۳٬۷۵۲ متر بالاتر از سطح دریا واقع شده‌است.